# Pitcairnia buscalionii
Pitcairnia buscalionii là một loài thực vật có hoa trong họ Bromeliaceae. Loài này được W.Till mô tả khoa học đầu tiên năm 2003.